# Adolf V (hrabia Bergu)
Adolf V (zm. 28 września 1296) – hrabia Bergu od 1259. 

## Życiorys
Adolf był synem hrabiego Bergu Adolfa IV oraz Małgorzaty, córki hrabiego Hochstaden Lotara. Prawdopodobnie początkowo rządy opiekuńcze w jego imieniu sprawowała jego matka. Jako hrabia Bergu zerwał z tradycyjną polityką swych poprzedników, współpracujących z arcybiskupami Kolonii i występował przeciwko nim. W 1274 niemal jednomyślny wybór brata Adolfa Konrada na arcybiskupa udaremnił Zygfryd z Westerburga. Stał się on głównym przeciwnikiem hrabiego Bergu. Adolf wspierał występujących przeciwko Zygfrydowi mieszczan Kolonii i uczestniczył w sojuszach skierowanych przeciwko arcybiskupowi. Znaleźli się w przeciwnych obozach podczas wojny o sukcesję limburską: po bezpotomnej śmierci księcia Limburgii Walrama IV kandydatami do tronu byli Adolf jako bratanek zmarłego księcia oraz hrabia Geldrii Renald I jako zięć Walrama. Tego ostatniego poparł Zygfryd, natomiast Adolf, który nie był w stanie samodzielnie wyegzekwować swoich roszczeń, sprzedał swoje prawa księciu Brabancji Janowi I. Wojnę rozstrzygnęła bitwa pod Worringen w 1288, w której wojska Renalda i Zygfryda poniosły klęskę, a Adolf odegrał decydującą rolę w boju, m.in. biorąc do niewoli Zygfryda. 
Pokonanie arcybiskupa zmieniło sytuację polityczną w regionie i umożliwiło rozwój hrabstwa Bergu. Adolf mógł podejmować przedsięwzięcia gospodarcze wcześniej hamowane przez swego przeciwnika. Wkrótce po bitwie m.in. nadał prawa miejskie Düsseldorfowi. Zygfryd został uwolniony z niewoli pod warunkiem zapłaty wysokiego okupu, pod który musiał oddać w zastaw Adolfowi Deutz i liczne zamki. Jednak Zygfryd po swoim uwolnieniu uzyskał od papieża zwolnienie z wszelkich układów, które zawarł w niewoli i rozpoczął starania w celu odzyskania utraconych dóbr.
Adolf od 1249 był żonaty z Elżbietą, córką hrabiego Geldrii Ottona II (i zarazem siostrą Renalda I). Małżeństwo było bezdzietne. Następcą Adolfa został jego brat Wilhelm I